# Raidel Acea
Raidel Acea Morales (né le 21 octobre 1990 à Cienfuegos) est un athlète cubain, spécialiste du 400 et du 800 m.
Il remporte la médaille d'or du relais 4 x 400 m lors des Jeux panaméricains de 2011. Il qualifie son équipe pour la finale des Jeux olympiques de Londres mais celle-ci ne termine pas sa course. Il remporte le titre du 400 m lors des Jeux d'Amérique centrale et des Caraïbes de 2014 au Mexique.